# Acetamid (minerál)
Acetamid (Srebrodolskij, 1975), chemický vzorec CH3CONH2, je klencový minerál. Nazván je podle svého chemického složení (amid kyseliny octové). 

## Původ
Na hořících uhelných haldách.

## Morfologie
Tvoří zrnité agregáty a šesterečné krystalky, které se vyskytují v nevelkých dutinkách v jemnozrnné mase minerálu. Vyskytují se chaoticky a mají nejrůznější velikost až do 5 mm délky a 2 mm šířky. Krystaly jsou protažené, z jedné strany jakoby ulomené, z druhé strany nedokonale omezené s plochami nerovnými.

## Vlastnosti
- Fyzikální vlastnosti: Tvrdost 1-1,5, křehký, hustota 1,17 g/cm³, štěpnost chybí, lom má jemně lasturnatý.
- Optické vlastnosti: Barva: bezbarvý, příměsí uhelné hmoty zbarven do šeda. Lesk skelný, průhlednost: průhledný až průsvitný, vryp bílý. Za čerstva je velmi podobný salmiaku.
- Chemické vlastnosti: Složení: H 8,53 %, C 40,67 %, N 23,71 %, O 27,09 %. Rozpouští se ve vodě, chutná hořce. Na slunečním světle zcela vytěká během několika hodin.

## Naleziště
- Ukrajina – Červonohrad (Lvovsko-volyňská pánev, Lvovská oblast, západní Ukrajina) na haldě jedné z šachet.
- USA – Shamokin (u Burnside, Northumberland), Pennsylvania